# Дрезденский кодекс
Дрезденский кодекс (нем. Dresdner Kodex, лат. Codex Dresdensis) — одна из четырёх найденных рукописных книг майя, сохранившихся до наших дней. Хранится в музее книг Саксонской государственной и университетской библиотеки в Дрездене. Каталожное обозначение Mscr. Dresd. R. 310.
Рукопись была приобретена в Вене у неизвестного лица в 1739 году главным библиотекарем дрезденской курфюрстской библиотеки И. К. Гёце. Представляет собой рукопись, датируемую 1200—1250 гг. Состоит из 39 листов, надписи на которых находятся с обеих сторон. Листы бумаги, изготовленные из коры фикуса, имеют размер, примерно, 20,5 на 10 см, и были склеены между собой в виде гармоники. Длина в развёрнутом виде составляла примерно 3,5 м. В настоящее время рукопись выставлена в музее в виде двух частей — 20 и 19 листов. Дрезденский кодекс — единственная из рукописей майя, доступная посетителям для свободного просмотра.
Содержит ряд чисел, которые Ричард Фейнман проинтерпретировал как различные астрономические данные.